# Liste des bourgmestres d'Anderlecht
 (novembre 2011).
Si vous disposez d'ouvrages ou d'articles de référence ou si vous connaissez des sites web de qualité traitant du thème abordé ici, merci de compléter l'article en donnant les références utiles à sa vérifiabilité et en les liant à la section « Notes et références ».
Cet article contient la liste des bourgmestres de la commune d'Anderlecht depuis l'indépendance de la Belgique.
Anderlecht est l'une des 581 communes de Belgique et une des 19 communes de Bruxelles.

## Liste des bourgmestres d'Anderlecht
| De   | A        | nom                                        | Lieu de naissance   | Parti politique | Durée du mandat                   | Nombre de mandat | Profession      | Adresse nominative      |
| ---- | -------- | ------------------------------------------ | ------------------- | --------------- | --------------------------------- | ---------------- | --------------- | ----------------------- |
| 1836 | 1842     | Charles Auguste de Formanoir de La Cazerie | Tournai             | Parti libéral   | 6 ans                             | 1                |                 | une rue                 |
| 1842 | 1862     | Guillaume Hoorickx                         | Bruxelles           | Parti libéral   | 10 ans (mort en cours de mandat)  | 4 + 1 inachevé   | Industriel      | néant                   |
| 1862 | 1872     | Jean Désiré de Fiennes                     | Anderlecht          | Parti libéral   | 10 ans                            | 1 partiel + 2    | Artiste peintre | une rue                 |
| 1872 | 1884     | Jérôme Van Lint                            | ?                   | Parti libéral   | 12 ans                            | 2                |                 | une rue                 |
| 1884 | 1919     | Georges Moreau                             | ?                   | Parti libéral   | 35 ans                            | 5                |                 | une rue                 |
| 1919 | 1927     | Ferdinand Demets                           | Saint-Gilles        | Parti libéral   | 8 ans                             |                  | Industriel      | une rue                 |
| 1927 | 1933     | Félix Paulsen                              | Heerlen             | POB             | 6 ans                             | 1                |                 | un boulevard            |
| 1933 | 1938     | Théophile Lambert                          | Laeken              | Parti libéral   | 5 ans                             | 1                |                 | un boulevard            |
| 1938 | 1939     | René Berrewaerts                           | ?                   | Parti libéral   | 1 an                              | 1 (intérimaire)  | Fonctionnaire   | une avenue              |
| 1939 | 1947     | Marius Renard                              | Hornu               | PSB             | 8 ans                             | 1 + 1 non achevé |                 | une avenue              |
| 1947 | 1966     | Joseph Bracops                             | Bruxelles           | PSB             | 19 ans                            | 3                |                 | un boulevard            |
| 1966 | 1984     | Henri Simonet                              | Bruxelles           | PS              | 18 ans                            | 3                |                 | un boulevard            |
| 1984 | 2000     | Christian D'Hoogh                          | Etterbeek           | PS              | 16 ans                            | 2 + 1 attribué   |                 | -                       |
| 2000 | 2007     | Jacques Simonet                            | Watermael-Boitsfort | MR              | 7 ans (décédé en cours de mandat) | 1 + 1 non achevé | Avocat          | un centre administratif |
| 2007 | 2012     | Gaëtan Van Goidsenhoven                    | Anderlecht          | MR              | 5 ans                             | 1                | Historien       | -                       |
| 2012 | 2020     | Éric Tomas                                 | Uccle               | PS              | 8 ans                             | 1 + 1 non achevé | Ingénieur civil | -                       |
| 2020 | En cours | Fabrice Cumps                              | Watermael-Boitsfort | PS              | En cours                          | En cours         | Economiste      | -                       |